# Parti du respect
Pour les articles homonymes, voir Respect (homonymie).
Le Parti du respect (en anglais : Respect Party, anciennement Respect - La Coalition de l'unité, en anglais : Respect - The Unity Coalition) est un ancien parti politique de gauche ou d'extrême gauche en Angleterre et au pays de Galles, fondé le 25 janvier 2004 et dissous le 18 août 2016.

## Origines du nom
Son nom RESPECT est un acronyme pour Respect, Equality (égalité), Socialism (socialisme), Peace (paix), Environmentalism (écologisme), Community (communauté) et Trade-unionism (syndicalisme). 

## Histoire
En 2007, la chef du parti est la syndicaliste Linda Smith et son seul député est George Galloway, un ancien député travailliste exclu du Parti travailliste pour ses propos au sujet de la guerre en Irak. Deux autres membres très connus du parti sont Salma Yaqoob, une jeune femme musulmane qui est élue conseillère municipale à Birmingham, ainsi que le cinéaste Ken Loach. Par ailleurs, le parti est soutenu par plusieurs formations trotskistes dont la plus importante est le Parti socialiste des travailleurs (SWP).
Aux élections générales de 2005, les vingt-six candidats de ce parti obtiennent 68 000 voix soit 0,3 % des voix. En dépit de sa faible présence au niveau national, il peut faire élire George Galloway dans le borough londonien de Tower Hamlets, où il bat la députée sortante travailliste pro-Blair, Oona King.
À l'occasion des élections locales du 4 mai 2007, le parti effectue une percée ou consolide sa position dans plusieurs quartiers pauvres de Londres, Birmingham et de la périphérie de Manchester (Preston). Il obtient des scores honorables dans d'autres grandes villes, notamment Bristol et Sheffield. Il gagne également un siège à Bolsover, une petite ville du nord du pays touchée par la fermeture des mines et où son candidat est un ancien mineur, Ray Holmes.
En septembre 2007, le parti est frappé par un conflit entre deux groupes, le premier réunissant entre autres Galloway, Yaqoob, Smith et Loach, le second étant composé notamment des militants du Socialist Workers Party, dont le secrétaire national de RESPECT, John Rees. Le groupe autour de Galloway exige le remplacement de Rees et s'oppose à la tenue du congrès annuel, prétextant que sa préparation ne respecte pas les droits de tous les membres de la coalition. En novembre 2007, le conseil national se divise en deux groupes quasiment égaux ; quatre des douze élus de Tower Hamlets quittent le groupe RESPECT au conseil de borough pour dénoncer le comportement « anti-démocratique » de son président Abjol Miah, soutenu par Galloway dont le groupe refuse de participer au congrès annuel du parti et organise à part, le même jour, un rassemblement sous la bannière du « Renouvellement de RESPECT » (RESPECT Renewal). La scission est actée le 17 novembre par la tenue de deux conférences concurrentes. L'une constituée de délégués du parti et l'autre qui décide le lancement d’un nouveau mouvement, Respect Renewal, qui devient par la suite le Parti du respect (Respect Party).
Lors des élections à la mairie du Londres de 2008, Respect « maintenu » présente un candidat, Lindsey German. Respect Renewal prévoit de soutenir pou sa part le candidat du Parti travailliste, le maire sortant Ken Livingstone. Il s'agit d'un système de vote préférentiel, alors chaque électeur peut choisir deux candidats. Respect « maintenu » prévoit de voter « deuxième préférence » pour le candidat du Parti travailliste. Le candidat du Parti conservateur, le député Boris Johnson, remporte la mairie. Les élections générales de 2010 voient l'élimination de RESPECT en tant que force parlementaire. George Galloway, unique député sortant, se présente dans une autre circonscription travailliste (Poplar and Limehouse) et n'arrive qu'en troisième position avec 17,5 % des voix ; dans sa circonscription précédente (Bethnal Green and Bow), son successeur en tant que candidat du Parti du respect, son président Abjol Miah, n'arrive également qu'en troisième position avec 16.8 % des voix — la travailliste Rushanara Ali reprenant le siège.
Lors d'une élection partielle en mars 2012, George Galloway est élu député de Bradford West à la Chambre des communes, avec 56 % des voix face au candidat du Parti travailliste Imran Hussain. Le Parti du Respect fait ainsi son retour à la Chambre des communes en 2012 mais George Galloway perd son siège aux élections générales de 2015. Le parti se dissout un an plus tard.

## Plateforme politique
Le parti se distingue par son opposition active à la guerre d'Irak et plusieurs de ses dirigeants (John Rees, Lindsey German...) participent également au mouvement anti-guerre, la « Stop the War Coalition ». De ce fait, le parti a reçu le soutien d'une partie de la population musulmane du pays, notamment à Tower Hamlets, commune de l'est de Londres où résident notamment un nombre important de personnes originaires du Bengale (Inde, Bangladesh).

### Islamisme et gauchisme
Pour Eran Benedek dans la Jewish Political Studies Review 2007, l'idéologie de ce parti est fait d'une alliance entre gauchisme et islamisme.
L'universitaire Ed Husain (en) remarque qu'au Pakistan, les membres du parti politique islamiste pakistanais Jamaat-e-Islami combattent les militants de gauche alors qu'au Royaume-Uni, des militants proches du Jamaat-e-Islami et de ses organisations-sœurs sont des membres actifs du parti du respect. Il mentionne aussi des membres d'organisations proches des Frères musulmans qui occupent des postes à responsabilité au sein du parti du respect.

## Résultats électoraux
| Année | Voix   | %   | Mandats |
| ----- | ------ | --- | ------- |
| 2005  | 68 094 | 0,3 | 1 / 650 |
| 2010  | 33 251 | 0,1 | 0 / 650 |
| 2015  | 9 989  | 0,0 | 0 / 650 |